# 天山站
天山站位于新疆维吾尔自治区乌鲁木齐县天山村，是兰新铁路的一座火车站，等级为五等站，距兰州站1780公里，距乌鲁木齐站112公里，本站及相邻上下行区间均为电气化区段。本站不办理客货运业务。邮政编码为830039。